# Куадреле
Куадрѐле (на италиански: Quadrelle) е село и община в Южна Италия, провинция Авелино, регион Кампания. Разположено е на 300 m надморска височина. Населението на общината е 1957 души (към 2010 г.).